# Paul Bhattacharjee
Gautam Paul Bhattacharjee (Harrow, 4 de maio de 1960 — Seaford, 12 de julho de 2013) foi um ator britânico de etnia indiana de teatro, cinema e televisão.

## Início da vida e carreira
Filho único de Gautam Bhattacharjee, um membro do Partido Comunista da Índia que teve que fugir do país em 1942, e Anne, uma mulher de uma família de ascendência judaica russa, ele foi educado em escolas públicas em Harrow. Na década de 1970, Paul era um membro de "The Young Theatre" no North Harrow onde ele esteve muito envolvido em suas produções e começou a desenvolver-se como ator. Uma associação com Jatinder Verma e sua companhia de teatro Tara Arts começou em 1979, quando ele era, segundo Verma, "apaixonadamente idealista, tanto artisticamente quanto politicamente" e tinha o desejo de "usar o teatro para mudar o mundo". Bhattacharjee apareceu em Yes Memsahib (1979), "a história da formação da moderna África Oriental pelo trabalho colonial 'coolie' indiano", e Diwali (1980), que ele também dirigiu, "a história por trás do Festival anual de Luzes ", entre outras produções.
O primeiro papel regular de Bhattacharjee na televisão foi na série de curta duração Albion Market (1985), em que seu personagem foi acusado pela polícia pelo assassinato de um racista; foi o trabalho do ator como um ativista adolescente anti-racismo que levou a sua primeira reunião com Jatinder Verma em 1977. Ele interpretou Omar Khayyam, um narrador em homenagem ao poeta, em Noites iranianas (1989) por Howard Brenton e Tariq Ali, na Royal Court, uma resposta satírica à controvérsia sobre o romance de Salman Rushdie, The Satanic Verses, mais tarde foi exibido em uma versão televisiva no Channel 4.
Participou de peças de teatro de Art Malik no Aldwych Theater, em 1995; e atuou em Murmuring Judges no Royal national Theatre em 1991, uma das peças da trilogia de David Hare que examina as instituições britânicas.

## Depois de 2000
No momento da morte prematura do ator, Michael Billington admitia valorizar a atuação dele com o papel de Hobson em uma versão de Escolha de Hobson. A adaptação da peça original de Harold Brighouse, de Tanika Gupta, produzida no Young Vic, em 2003, transpôs os personagens para a comunidade empresarial asiática contemporânea de Salford. Em sua revisão contemporânea, Billington observou que no papel ele "captura tanto a postura blazé quanto o aspecto melancólico e alcoolizado do derrotado Hobson".
Ele foi escalado como Inzamam Ahmed em EastEnders, recorrendo à novela por dois anos a partir de 2008, e apareceu nos filmes Dirty Pretty Things (2002), Casino Royale (2006) e The Best Exotic Marigold Hotel (2012).
Bhattacharjee apareceu em 2012 como Benedick em uma produção da Royal Shakespeare Company de Much Ado About Nothing no Courtyard Theater do RSC em Stratford, com Meera Syal como Beatrice. Paul Cavendish, revisando a produção do The Daily Telegraph, achou que Bhattacharjee apresentou o melhor desempenho do conjunto.

## Falência e morte
A HM Revenue and Customs solicitou com sucesso que o ator fosse declarado insolvente; nenhum outro credor é conhecido. Em 10 de julho de 2013, um dia depois dele ter sido declarado falido no Supremo Tribunal de Justiça, Bhattacharjee, 53 anos, desapareceu, quando o elenco estava no final do período de ensaio do Talk Show, uma comédia de humor negro de Alistair McDowall para o Royal Court. Em 12 de julho, seu corpo foi encontrado no sopé dos penhascos de Splash Point em Seaford, East Sussex, mas não foi identificado conclusivamente até cinco dias depois. Um exame post-mortem descobriu que ele morreu de vários ferimentos. A polícia não estava tratando a morte de Bhattacharjee como suspeita. De acordo com Michael Billington, em julho de 2013, ele "foi um daqueles atores cujo programa" credit in a theatre "lhe deu a sensação tranquilizadora de que você estava em boas mãos" e "apenas um desses atores que sempre foi uma delícia ver". Em novembro de 2013, a morte de Bhattacharjee foi declarada como suicídio, enquanto ele estava gravemente deprimido, pelo legista de East Sussex.

## Filmografia selecionada
- Wild West (1992)
- Command Approved (2000)
- Coisas Belas e Sujas (2002)
- The Mistress of Spices (2005)
- Cassino Royale (2006)
- National Theatre Live: A Disappearing Number (2010)
- The Best Exotic Marigold Hotel (2011)
- Honeycomb Lodge (2014)